# Diebling
Diebling település Franciaországban, Moselle megyében. Lakosainak száma 1670 fő (2022. január 1.). Diebling Farschviller, Guebenhouse, Loupershouse, Metzing, Nousseviller-Saint-Nabor, Tenteling és Théding községekkel határos.

## Népesség
A település népességének változása:
| Lakosok száma | 1265 | 1583 | 1709 | 1628 | 1660 | 1657 | 1643 | 1680 | 1677 | 1670 |
|               | 1968 | 1982 | 1990 | 2006 | 2013 | 2015 | 2017 | 2019 | 2020 | 2022 |